# Étienne Pézard de La Tousche
Cet article possède un paronyme, voir La Tousche.
Étienne Pézard de La Tousche (né en 1621 et décédé vers 1696) fut militaire, gouverneur nominal de Montréal, seigneur de Champlain et colonisateur.

## Biographie
Né à Cour-Cheverny (France) en 1621 (fils de Claude Pézard et de Marie Masson), le militaire Étienne Pézard de la Tousche aurait quitté la France vers 1661 pour venir travailler au Canada. Il est aussitôt désigné lieutenant au poste de Trois-Rivières, puis capitaine de la garnison. Au cours de cette affectation, Étienne Pézard aurait assisté Pierre Boucher à la rédaction de son document Histoire véritable et naturelle des mœurs et production du pays de la Nouvelle-France, vulgairement dite le Canada en 1664.
En juin 1664, Étienne quitte Trois-Rivières, afin d'assumer la fonction de commandement de la garnison de Montréal. Il se marie le 20 juin 1664 en l'église Notre-Dame (Montréal) à Madeleine Mullois de La Borde et cinq enfants sont nés de cette union. Bien qu'il ait été nommé le jour même de son mariage comme gouverneur de Montréal par Augustin de Saffray de Mézy, cette nomination ne fut point effective. Les seigneurs de Montréal s'y opposèrent, alléguant leur hégémonie quant à la nomination du gouverneur.
À la suite de ce revers, Augustin de Saffray de Mézy lui concéda, le 8 août 1664, une seigneurie sur la rive nord du fleuve Saint-Laurent, à l'ouest de la rivière Champlain. Étienne Pézard de la Tousche s'activa aussitôt à l'exploitation de la Seigneurie de Champlain, contrairement à la majorité des seigneurs de son époque. Il enclencha aussitôt la construction d'un fortin, le fort Champlain près de l'embouchure de la rivière Champlain, sur la pointe d'un rocher pour se protéger des Amérindiens Iroquois, ainsi qu'un manoir et d'une église en 1665. Cette nouvelle concession seigneuriale à Étienne Pézard de La Tousche exacerba les Jésuites qui croyaient leurs droits seigneuriaux pleinement acquis sur la rive-nord du fleuve Saint-Laurent, entre la rivière Saint-Maurice et la rivière Batiscan. Entre-temps, les Jésuites poursuivaient activement la colonisation de Cap-de-la-Madeleine.
Grâce à ses contacts avec les autorités de Trois-Rivières, ainsi que ses démarches notamment auprès des capitaines de bateaux, des familles établies, des militaires et des immigrants, le Seigneur Étienne Pézard de la Tousche attira de nombreux pionniers. Il accorda 22 concessions de terre en 1665. Pour souligner son mérite de colonisateur en Nouvelle-France, l’intendant lui accorda en don une « cavale » des écuries royales.
La date de son décès reste inconnue, n'étant pas consignée aux registres religieux ou civils de la Nouvelle-France. Les historiens concluent qu'il décéda en 1696, s'appuyant sur des documents de 1695 qui soulignent son nom. En sus, selon l'historien Jean Hamelin, un écrit de novembre 1696 fait mention de la veuve Marie-Madeleine Mullois, qui lui survécut jusqu’en 1704.